# 北極 (天文)
北極在國際天文聯合會的定義是行星在地理上的北極點，或是太陽系內其他行星在黃道座標內，與地球的北極點位於相同半球內的極點；更明確的說，"北極是行星的自轉軸位於太陽系不變的平面北方那一側的點" 。這個定義的意義是天體自轉軸的傾角永遠不大於90°，但是旋轉的週期可能是負值(逆轉的) –換言之，當從北極觀察轉動的方向時，他是順時針轉動的，而不像在地球上所觀察到的逆時針轉動。
另外一種常用的方法是使用右手定則來定義天體的北極：大拇指代表自轉軸的方向，能使天體順者手指的方向旋轉(逆時針方向)的極點就是北極 。採用這樣的定義，自轉軸的傾角可能會大於90°，但是轉動的週期永遠是正值。
行星在地理上的北極點投影到天球上，就定義出了天球的北極。
太陽系內的一些天體，包括土星的衛星土衛七和小行星 4179，沒有安定的地理北極。她們混亂的轉動是因為不規則的形狀以及受到鄰近行星和衛星的重力擾動，使得瞬間的自轉軸在她們的表面到處遊走，並且可能會短暫的消失(當天體對遙遠的恆星呈現靜止狀態時)。
行星磁極的定義也類似地球磁極的定義：她們是在行星表面上磁場方向與表面垂直的點，並向地球上一樣以確切的磁場方向來判定是磁北極或磁南極。地球的磁軸在方向上與自轉軸相近，意味著磁極是合理的靠在地理極點的附近。但是，並非所有的行星都是如此，例如天王星的磁軸的傾斜就達到約60°。
在特殊(但經常)的情況下，同轉衛星，還可以定義出四個極，她們是遠極、近極、前導極、與後隨極。以艾歐為例，木星的同轉衛星，因此他永遠以相同的一面朝向木星。他的表面上有一個點看木星永遠在天頂，也就是在頭頂正上方，這個點就是近極，也稱為下點或隨木點。在對蹠點上的那一點稱為遠極，木星永遠在他的的天底，也稱為反木點。艾歐在軌道上也會有一個不動的最遠點(這個點最佳的定義是，不在南北極與近遠軸定義出的平面上，位於前導面上的一個點) —這個點是前導極，而在他的對蹠點上的那個點就是後隨極。因此艾歐可以分為南半球與北半球、近半球與遠半球，或是前導半球與後隨半球。要注意這些極只是有意義的極，嚴格的說這些點並非不會移動，因為艾歐的軌道有微小的離心率，而且其他的衛星也會產生不規則的影響，使艾歐的方向會微微的晃動。